# ۶۶۶ (خورشیدی)
۶۶۶ ششصد و شصت و ششمین سال هجری خورشیدی است.